# Умабій
Умабій — цар аорсів в середині I сторіччя, відомий за епітафією Тиберію Плавцію Сильвану Еліану. Ймовірно, головний (очолює список) ватажок державного утворення Аорсія.

## Основні відомості
У тексті Умабій (дав.-гр. Ουμαφιος) названий першим з «найвидатніших» царів Аорсії (дав.-гр. Άορσία, інші імена втрачені), союзних Римської імперії. До Умабія та інших царів римський політичний діяч Тиберій Плавцій Сильван Еліан (легат Мезії) їздив у складі посольства для ведення переговорів з приводу воєнних загроз й виступів скіфів та сарматів Ольвії й Херсонесу.
Події, у зв'язку з якими згадано Умабія, відносять до 62 року. Володіння царя приблизно локалізують у Північному Надчорномор'ї.